# Isabella 1. af Kastilien
Isabella 1. af Kastilien (født 22. april 1451 i Madrigal de las Altas Torres, død 26. november 1504 i Medina del Campo) var regerende dronning af Kastilien og León.

## Navn
Den kastilianske version af hendes navn var Ysabel (Isabel i moderne stavning). I germanske lande er hun mest kendt ved den italienske udgave af navnet, Isabella. Hendes mands navn var på spansk Fernando, men i germanske lande er han kendt som Ferdinand.

## Biografi
Hun var datter af Johan 2. af Kastilien og Léon.
I 1469 blev hun gift med sin fætter Ferdinand 2. af Aragonien. Dette ægteskab kom til at forene de to største kongeriger på den iberiske halvø, og lagde grunden til et samlet Spanien under deres barnebarn Karl 1. af Spanien.
Da Isabellas halvbror Henrik 4. af Kastilien (1425-74) døde, brød krigen om den kastilianske arvefølge ud mellem Isabellas parti og hendes afdøde brors formentlig uægte datter, Johanna af Kastilien, der blev støttet af sin morbror Alfonso 5. af Portugal. I 1476 sejrede Isabellas parti endeligt, og hun blev regerende dronning af Kastilien. I 1479 døde Fredinands far, og Isabella og Fredinand var nu regenter over både Kastilien og Aragonien.
Kongeparret forsøgte at styrke kronens magt på bekostning af adelen.
I 1480 instituerede Isabella og Ferdinand den spanske inkvisition, som primært skulle behandle sager mod jøder og muslimer, der var konverteret til kristendommen, men som formodedes fortsat at praktisere deres gamle religion i det skjulte. For denne indsats tildelte paven dem tilnavnene Isabella den Katolske og Ferdinand den Katolske.
I 1492 lykkedes det Isabella og Ferdinand at indtage det sidste mauriske (muslimske) kongerige i Granada. Samme år udvistes alle jøder, der ikke ønskede at konvertere til kristendommen. I samme år opsøgtes kongeparret af en genovesisk sømand, Christopher Columbus, der overtalte dem til at sponsere en ekspedition, der skulle finde en ny søvej til Indien. Som bekendt førte dette til opdagelsen af "den nye verden".
Kongeparret ligger begravet i Granada. To stenstatuer af dem ligger side om side på gravene. Isabellas hoved synker dybere ned i puden end Ferdinands, angiveligt fordi man anså, at hun havde en større hjerne end sin mand. Da Eva Peron besøgte gravene og hørte historien, udbrød hun: "Men det passer jo altid!" 
Kongeparret blev via to af deres døtre bedsteforældre til de senere dronninger Maria 1. af England (datter af Katharina) og Elisabeth af Danmark (datter af Johanna).

## Børn
Isabella og Ferdinand fik ti børn, hvoraf fem var dødfødte eller døde umiddelbart efter fødslen. De overlevende børn er:
- Isabella (1. oktober 1470 – 23. august 1498), gift 1. gang i 1490 med arveprins Alfons af Portugal (1475-91), gift 2. gang i 1497 med dennes fætter Manuel 1. af Portugal (1469-1521), død i barselseng.
- Johann (28. juni 1478 – 4. oktober 1497)
- Johanna den Vanvittige, (6. november 1479 – 13. april 1555), gift med Filip den Smukke, konge af Kastilien.
- Maria (29. juni 1482 – 7. marts 1517), gift med Manuel 1. af Portugal.
- Katharina (15. december 1485 -7. januar 1536), gift 1. gang med Arthur Tudor, prins af Wales, gift 2. gang med dennes bror Henrik 8.
- Pedro (1488-90)